# Funerali di Stato
I funerali di Stato sono intesi come le pubbliche esequie di grandi personalità nazionali o internazionali.

## Italia

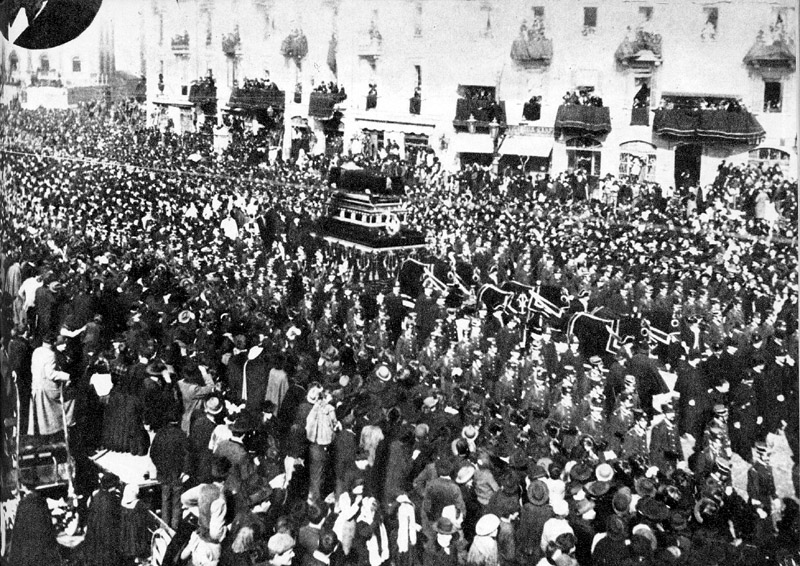
I funerali di Giuseppe Verdi a Milano nel 1901

I funerali di Guglielmo Marconi a Roma nel 1937

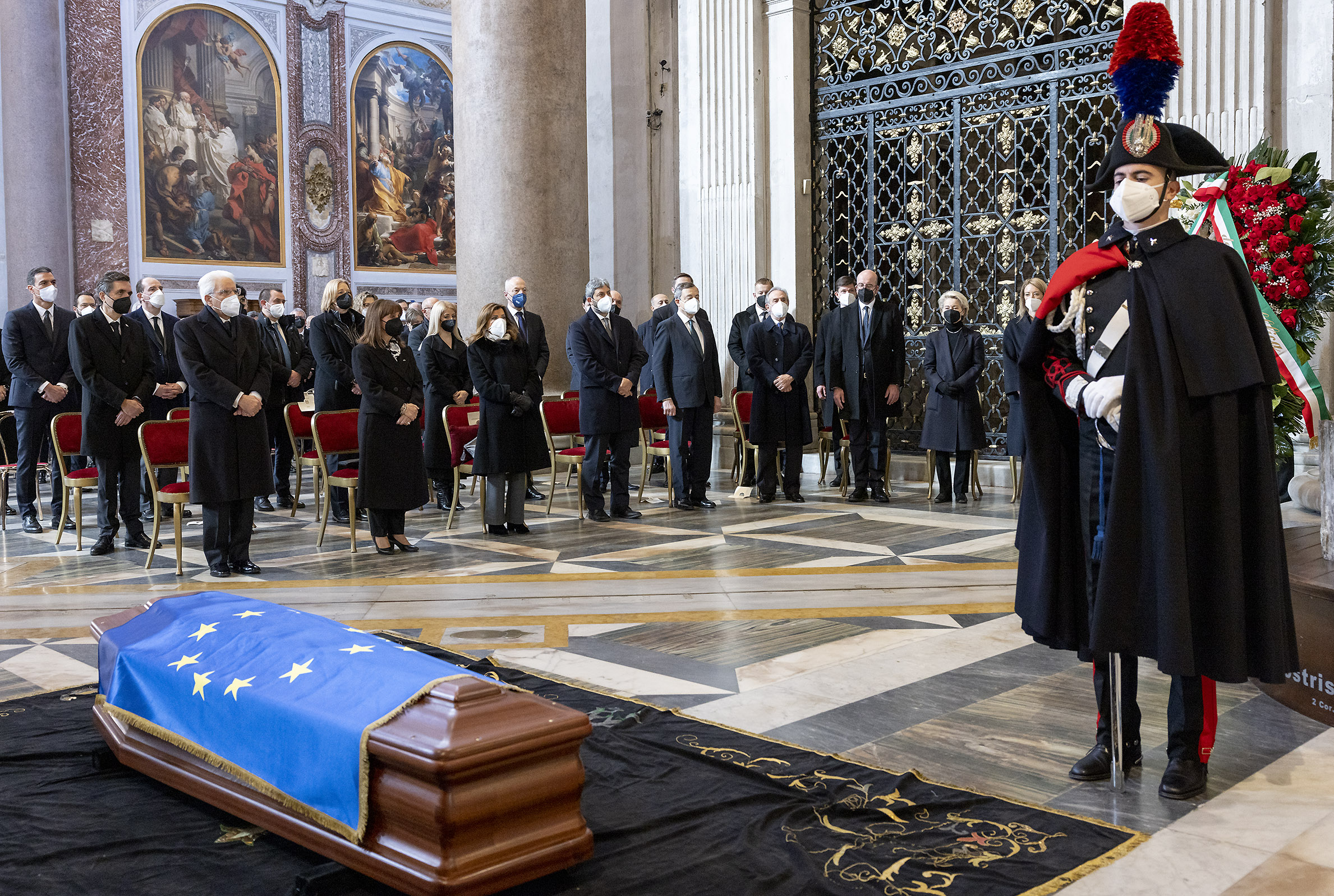
Il feretro di David Sassoli avvolto nella bandiera europea durante i funerali di Stato

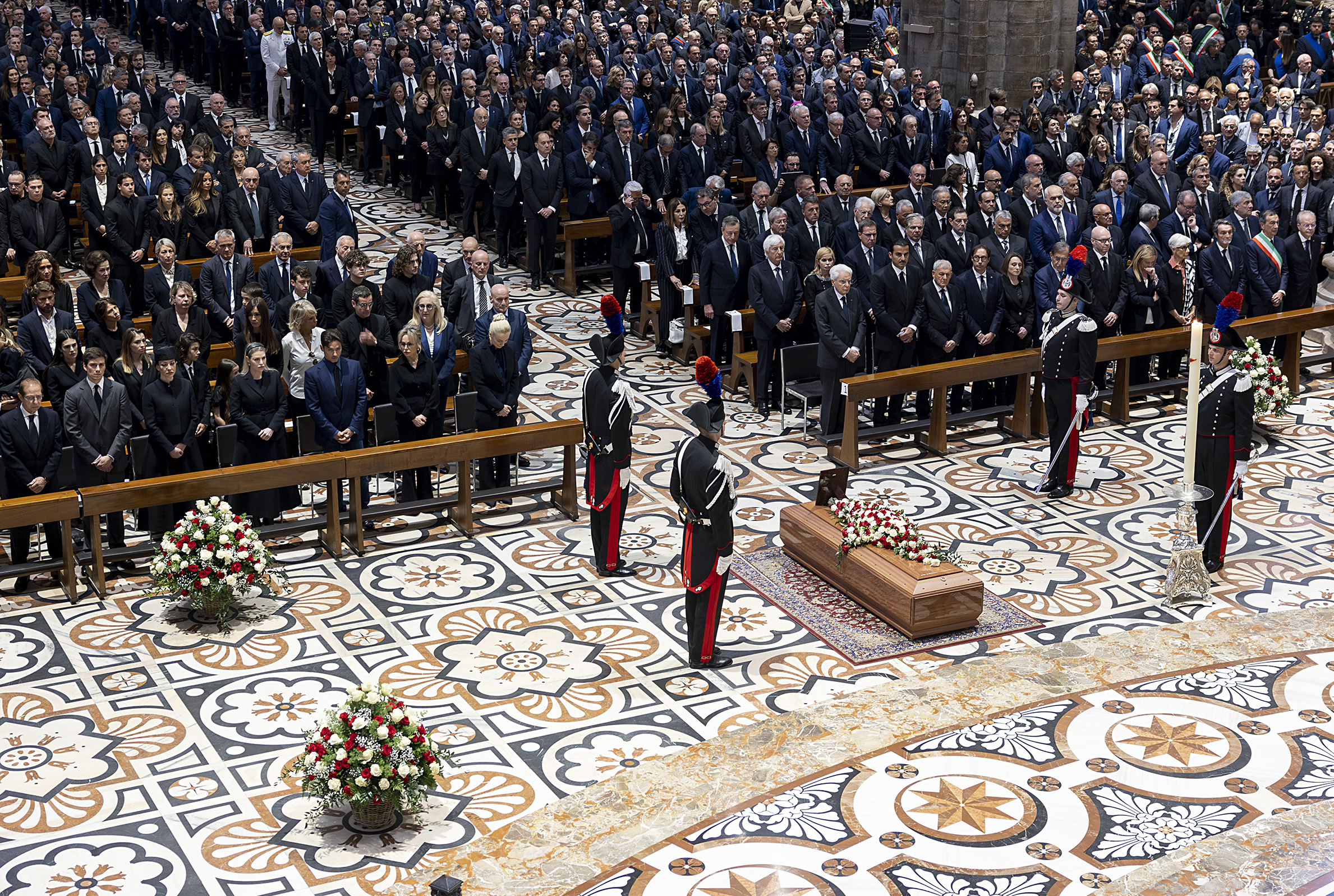
I funerali di Silvio Berlusconi a Milano nel 2023

In Italia i funerali di Stato sono regolamentati dall'articolo 2 della legge 7 febbraio 1987, n. 36 e dalla circolare della Presidenza del Consiglio dei ministri del 18 dicembre 2002. Secondo la legge sono a carico dello Stato le spese per i funerali del Presidente della Repubblica, del Presidente del Senato, del Presidente della Camera dei deputati, del Presidente del Consiglio dei Ministri e del Presidente della Corte costituzionale, sia che il decesso avvenga durante la permanenza in carica, sia che avvenga dopo la cessazione della stessa.
Altrettanto vale per i funerali dei Ministri deceduti durante la permanenza in carica. Inoltre con decreto del Presidente del Consiglio dei Ministri, previa deliberazione del Consiglio dei Ministri, possono essere assunte a carico dello Stato le spese per i funerali di personalità che abbiano reso particolari servizi alla Patria, nonché di cittadini italiani e stranieri o di apolidi che abbiano illustrato la Nazione italiana nel campo delle scienze, delle lettere, delle arti, del lavoro, dell’economia, dello sport e di attività sociali.
Con le medesime modalità possono essere assunte a carico dello Stato le spese per i funerali di cittadini italiani o stranieri o di apolidi, caduti nell’adempimento del dovere o comunque deceduti in conseguenza di azioni terroristiche o di criminalità organizzata. Il testo principale di disciplina dei funerali di Stato, oltre alla legge specifica sull'argomento, è realizzato dal Dipartimento del Cerimoniale di Stato, Ufficio del Cerimoniale, che si occupa propriamente di queste occasioni.

### Elenco
Hanno avuto funerali di Stato, tra gli altri:
- Camillo Benso di Cavour (1861), presidente in carica del Consiglio dei Ministri;
- Ugo Foscolo (1871, traslazione), poeta;
- Alessandro Manzoni (1873), scrittore e poeta;
- Vittorio Emanuele II (1878), Padre della Patria;
- Giuseppe Garibaldi (1882), generale, condottiero ed eroe nazionale;
- Gioachino Rossini (1887, traslazione), compositore;
- Agostino Depretis (1887), presidente in carica del Consiglio dei Ministri;
- Umberto I (1900), Re d'Italia;
- Giuseppe Verdi (1901), compositore;
- Francesco Crispi (1901), ex presidente della Camera ed ex presidente del Consiglio dei Ministri;
- Giosuè Carducci (1907), poeta;
- Giovanni Pascoli (1912), poeta;
- Giacomo Puccini (1924), compositore;
- Margherita di Savoia (1926), Regina Madre d'Italia;
- Armando Diaz (1928), Maresciallo d'Italia;
- Luigi Cadorna (1928), Maresciallo d'Italia;
- Emanuele Filiberto di Savoia-Aosta (1931), Maresciallo d'Italia;
- Guglielmo Marconi (1937), fisico e inventore;
- Gabriele D'Annunzio (1938), scrittore, poeta e soldato;
- Paolo Thaon di Revel (1948), Grande Ammiraglio, ex presidente del Senato;
- Ivanoe Bonomi (1951), presidente in carica del Senato ed ex presidente del Consiglio dei Ministri;
- Vittorio Emanuele Orlando (1952), ex presidente della Camera ed ex presidente del Consiglio dei Ministri;
- Francesco Saverio Nitti (1953), ex presidente del Consiglio dei Ministri;
- Alcide De Gasperi (1954), ex presidente del Consiglio dei Ministri;
- Enrico De Nicola (1959), ex presidente della Repubblica, ex presidente del Senato, ex presidente della Camera ed ex presidente della Corte costituzionale, nonché Senatore a vita;
- Luigi Einaudi (1961), ex presidente della Repubblica e Senatore a vita;
- Enrico Mattei (1962), presidente dell'ENI;
- Antonio Segni (1972), ex presidente della Repubblica ed ex presidente del Consiglio dei Ministri, nonché Senatore a vita;
- Giovanni Gronchi (1978), ex presidente della Repubblica ed ex presidente del Consiglio dei Ministri, nonché Senatore a vita;
- Eugenio Montale (1981), poeta, traduttore, critico musicale, giornalista e scrittore, nonché Senatore a vita;
- Eduardo De Filippo (1984), drammaturgo, attore e regista, nonché Senatore a vita;
- Giuseppe Saragat (1988), ex presidente della Repubblica e Senatore a vita;
- Federico Fellini (1993), regista e sceneggiatore;
- Giovanni Spadolini (1994), giornalista, politico, ex presidente del Senato ed ex presidente del Consiglio dei Ministri, nonché Senatore a vita;
- Amintore Fanfani (1999), ex presidente del Senato ed ex presidente del Consiglio dei Ministri, nonché Senatore a vita;
- Nilde Iotti (1999), ex presidente della Camera;
- Edgardo Sogno (2000), ambasciatore, politico e scrittore;
- Giovanni Leone (2001), ex presidente della Repubblica, ex presidente della Camera ed ex presidente del Consiglio dei Ministri, nonché Senatore a vita;
- Gianni Agnelli (2003), presidente onorario della FIAT e Senatore a vita;
- Alberto Sordi (2003), attore e regista;
- Luciano Pavarotti (2007), tenore;
- Delfino Borroni (2008), ultimo reduce italiano della Grande Guerra;
- Mike Bongiorno (2009), conduttore televisivo;
- Alda Merini (2009), poetessa;
- Luca Attanasio (2021), ambasciatore d'Italia in Congo;
- David Sassoli (2022), giornalista e presidente in carica del Parlamento Europeo;
- Franco Frattini (2022), presidente in carica del Consiglio di Stato;
- Silvio Berlusconi (2023), politico, imprenditore ed ex presidente del Consiglio dei Ministri;
- Arnaldo Forlani (2023), ex presidente del Consiglio dei Ministri;
- Giorgio Napolitano (2023), ex presidente della Repubblica ed ex presidente della Camera, nonché Senatore a vita.

I funerali di Stato, laddove la legge li prevedrebbe, possono non essere disposti qualora la famiglia e gli eredi della persona scomparsa ne facciano esplicita richiesta. Tra questi: gli ex presidenti del Consiglio dei Ministri Giovanni Goria nel 1994, Bettino Craxi nel 2000, Francesco Cossiga nel 2010, Oscar Luigi Scalfaro nel 2012, Giulio Andreotti ed Emilio Colombo nel 2013, Carlo Azeglio Ciampi nel 2016, Ciriaco De Mita nel 2022. Cossiga, Scalfaro e Ciampi erano stati anche presidenti della Repubblica.

### Lutto nazionale
Se dichiarato il lutto nazionale, il Ministero degli affari esteri comunica la notizia alle ambasciate e ai consolati all'estero, mentre tutte le autorità dello Stato devono astenersi da qualsiasi attività pubblica se non di beneficenza; le modalità particolari sono delineate dalla Presidenza del Consiglio dei ministri. Tutte le bandiere degli edifici pubblici (anche all'estero, secondo disposizioni) vengono poste a mezz'asta, e quelle interne sono accompagnate da due strisce di velo nero a cravatta; la bandiera nazionale abbrunata, cioè con velo nero a cravatta, viene esposta esternamente solo nel caso di esequie del Capo dello Stato, in carica o emerito. Ai fini dell'istituzione dei funerali di Stato, non è necessario che venga dichiarato il lutto nazionale.
Alcuni lutti nazionali furono per:
- Papa Pio XI (1939)[6]
- Alfonso XIII di Spagna (1941)[7]
- Papa Pio XII (1958)[8]
- Papa Giovanni XXIII (1963)[9]
- Papa Paolo VI (1978)
- Sandro Pertini (1990)[10]
- Giovanni Leone (2001)
- Vittime degli attentati di Nāṣiriya (2003)[11]
- Papa Giovanni Paolo II (2005)[12]
- Vittime del terremoto del Centro Italia (2016)
- Carlo Azeglio Ciampi (2016)[13]
- Vittime del crollo del Ponte Morandi (2018)
- Vittime dell'alluvione dell'Emilia-Romagna del 2023 (2023)
- Silvio Berlusconi (2023)[14]
- Giorgio Napolitano (2023)[15]
- Papa Francesco (2025)[16]

### Cerimonia funebre
Il feretro deve essere trasportato da sei carabinieri, oppure da altrettanti appartenenti alla stessa Forza Armata o Corpo dello scomparso, tutti in alta uniforme. Nel caso del Capo dello Stato, o di un ex, il trasporto deve avvenire accompagnato da sei Corazzieri. Nel caso di tragedia causata da calamità naturali i feretri devono essere trasportati da uomini della Protezione Civile. Sono previsti: onori militari all'ingresso e all'uscita dal luogo della cerimonia; presenza di rappresentanti del Governo; una orazione commemorativa ufficiale; altri adempimenti disposti dalla Presidenza del Consiglio dei ministri.